# Opius major
Opius major är en stekelart som beskrevs av Szepligeti 1914. Opius major ingår i släktet Opius och familjen bracksteklar. Inga underarter finns listade i Catalogue of Life.